# Anslech de Bricquebec
Anslech  también Oslac, Anslec y Ansleck (c. 910-974), citado como Anslech de Bricquebec, Lancelot Bertrand de Bricquebec y Anslec (Lancelot) de Bastenbourg fue un caudillo normando, noble de origen noruego. Era hijo primogénito del vikingo Rollo Turstain Brico, un hijo de Hrollaug Rögnvaldarson, y sobrino de Rollon de Normandía. Es el primer referente de la familia de Bertram. Su madre era Gerlotte (Gillette) de Blois (885-943). Según la crónica anglo-normanda Roman de Rou apoyó a Guillermo I de Normandía cuando el caudillo Rioulf inició una rebelión contra los jarls de Ruan.
Fue uno de los tutores de Ricardo I de Normandía tras el asesinato de su padre Guillermo.
Dudon de Saint-Quentin y Guillermo de Jumièges mencionaron a Anslech como uno de los tres secretarii de Guillermo I de Normandía,
junto a Raoul Taisson y Bernard de Harcourt. Los tres sirvieron como tutores de su hijo Ricardo I de Normandía durante su minoría de edad.

## Herencia
Se casó con Gillette de Beaumont, y de esa relación nacieron:
- Anslech de Bertram, señor de Bricquebec (Ansiec, m. 962). Primer referente de la baronía de Bertram en Normandía durante ocho generaciones sucesivas, hasta el siglo XIV, cuando el último barón cedió las posesiones a su hija mayor que pasaron a sumar el patrimonio de su marido (por matrimonio), William Paisnel [Paganel], Baron de Hambie.[8][9]
- Eremburge (Ertemberge) Bertrand de Bricquebec (m. 1003), esposa de Torf de Tourville.
- Thurstan de Bastembourg et Montfort-sur-Risle (Richard de Bricquebec, m. 994).[1]